# Lilaea
Lilaea was in de Griekse mythologie een Naiade, de dochter van Cephissus. De polis (stad) Lilaea in Phocis dankt zijn naam aan deze nimf.